# 符文之子
《符文之子》（Children of the Rune）是韓國女作家全民熙的奇幻作品，符文之子本為全民熙為Softmax公司「Four Leaf」線上社群創作背景設定與角色及故事撰寫，之後再將其設定鋪陳為小說，於2002年，在韓國已賣出18萬冊，更獲選為韓國2002年最受歡迎的奇幻小說，被譽為韓國版的「哈利波特」。符文之子現已翻譯成中文及日文版，賣出超過50萬冊，並改編為線上遊戲「天翼之鍊」。中文版由蓋亞文化出版發行。

## 小說目錄

### 符文之子 I - 冬霜劍 -
| 卷數 | 標題                        | 發售日期   |
| ---- | --------------------------- | ---------- |
| 卷一 | 冬日之劍 (上、下)           | 2003年9月  |
| 卷二 | 衝出陷阱，捲入暴風 (上、下) | 2003年10月 |
| 卷三 | 存活者之島 (上、下)         | 2003年12月 |
| 卷四 | 不消失的血 (上、下)         | 2004年2月  |
| 卷五 | 兩把劍，四個名 (上、下)     | 2004年4月  |
| 卷六 | 封印之地的呼喚 (上、下)     | 2004年6月  |
| 卷七 | 選擇黎明 (上、下)           | 2004年8月  |

### 符文之子 II - 德莫尼克 -
| 卷數 | 標題                   | 發售日期       |
| ---- | ---------------------- | -------------- |
| 卷一 | 不是所有的孩子都是天使 | 2005年8月19日  |
| 卷二 | 微笑的假面             | 2005年11月17日 |
| 卷三 | 失落的一角             | 2006年2月15日  |
| 卷四 | 劇院裡的人們           | 2006年5月29日  |
| 卷五 | 海螺島的公爵           | 2007年1月30日  |
| 卷六 | 紅霞島的秘密           | 2007年5月30日  |
| 卷七 | 躲避者，尋找者         | 2007年12月14日 |
| 卷八 | 與影隨行               | 2009年2月4日   |

## 主要人物

### 冬霜劍
- 波里斯‧貞奈曼(Boris Jineman)
- 耶夫南‧貞奈曼(Yevgnen Jineman)
- 蘭吉艾‧羅傑克蘭茨　Lanziee Rosen Kranz
- 奈武普利溫
- 伊索蕾絲汀
- 路西安‧卡爾茲 Lucian Kaltz
- 娜雅特蕾伊 Nayatrei
- 希培林‧武 Sivelin Uoo

### 德莫尼克
- 喬書亞‧馮‧阿爾寧　Josua von Arnim
- 麥克斯明‧里伯克列　Maximin Liebkne
- 瑞秋‧阿布里爾
- 蘭吉艾‧羅傑克蘭茨　Lanziee Rosen Kranz
- 克蘿愛‧達‧芬迪奈　Cloe da Pontina
- 波里斯‧貞奈曼　Boris Jineman
- 路西安‧卡爾茲　Lucian Kaltz
- 蒂琪愛兒‧朱斯彼昂　Tichiel Juspian

## 外部連結
- （繁體中文）符文之子 II - 德莫尼克 - 中文官方網站
- 全民熙官方網站